# Hontoria del Pinar
Hontoria del Pinar ist ein Ort und eine Gemeinde (municipio) mit 610 Einwohnern (Stand: 2024) in der Provinz Burgos in der nordspanischen Autonomen Region Kastilien-León.

## Lage
Die drei Orte der Gemeinde (Hontoria del Pinar, Aldea del Pinar und Navas del Pinar) liegen am Oberlauf des Río Lobos nahe der Grenze zur Provinz Soria einer Höhe von etwa 1050 bis 1100 Metern ü. d. M.; sie sind etwa 80 Kilometer (Fahrtstrecke) in südwestlicher Richtung von der Stadt Burgos entfernt. Bis nach Soria sind es dagegen nur etwa 60 Kilometer in östlicher Richtung.

## Bevölkerungsentwicklung
| Jahr      | 1960  | 1970  | 1981  | 1991 | 2001 | 2011 |
| Einwohner | 1.615 | 1.501 | 1.239 | 981  | 818  | 766  |

In der zweiten Hälfte des 19. und in der ersten Hälfte des 20. Jahrhunderts schwankte die Zahl der Einwohner meist zwischen etwa 1.200 und 1.600; der Höchststand wurde im Jahr 1950 mit 1.657 Personen gezählt. Danach führte die Mechanisierung der Landwirtschaft zu einer Abwanderung eines Großteils der Bevölkerung in die größeren Städte (Landflucht).

## Wirtschaft
Die Region ist seit Jahrhunderten wesentlich von der Landwirtschaft geprägt; die Menschen früherer Zeiten lebten hauptsächlich als Selbstversorger von den Erträgen ihrer Felder, Obstbäume und Gärten sowie von der Viehhaltung; im Fluss gab und gibt es immer noch Fische. Die Kleinstadt fungierte als regionales Zentrum für Handwerk und Einzelhandel. Einige der leerstehenden Häuser werden als Ferienwohnungen (casas rurales) vermietet.

## Geschichte
Eine in prärömische Zeiten zurückreichende Bezeichnung eines Quelltopfes verweist auf die einstmalige Existenz eines Quellheiligtums für den Gott Airón; aus römischer Zeit stammt wahrscheinlich noch die Brücke über den Río Lobos. In der Zeit des islamischen Vordringens entvölkerte sich die Gegend und wurde erst nach der Rückeroberung (reconquista) im 9. und 10. Jahrhundert wiederbesiedelt (repoblación). Die erste urkundliche Erwähnung des Ortsnamens stammt aus dem Jahre 1008. Ab dem Jahr 1213 gehörte Hontoria zum Besitz des Klosters San Pedro de Arlanza. 

## Sehenswürdigkeiten
- Eine dreibogige Römerbrücke im Westen des Ortes verband die Städte Uxama (heute Burgo de Osma) und Clunia; sie besteht hauptsächlich aus Bruchsteinen, was auf mittelalterliche Ausbesserungen oder Teilerneuerungen schließen lässt. Der Hauptpfeiler der Brücke stützt sich auf einen großen Felsen in der Mitte des Flusses.
- Eine römische Quelleinfassung (Fuentona Romana) befindet sich in der Nähe.
- Die Pfarrkirche (Iglesia de la Asunción de Nuestra Señora) ist sowohl der Himmelfahrt Mariens als auch den beiden Heiligen Cosmas und Damian geweiht. Das figurengeschmückte Hauptportal befindet sich – wie in der Region üblich – auf der Südseite. Das dreischiffige Innere beherbergt einen romanischen Taufstein und ein Altarretabel aus dem Jahr 1622 in den strengen Formen der Renaissance.
- Auf einem quadratischen abgetreppten Sockel nahe der Kirche erhebt sich ein runder Gerichtspfeiler (Rollo de Justicia) – ein Zeichen des Bürgerstolzes früherer Zeiten. Die konisch zulaufende Spitze ruht auf einem umgedrehten römischen Kapitell.

außerhalb
- Die Ermita de San Juan steht auf einem Felsplateau oberhalb des Ortes. Ihr romanisches Portal ist noch erhalten, doch wurde der Rest der Kirche in späterer Zeit erneuert. Sie beherbergt einen auf romanischen Säulen und Kapitellen ruhenden Altar und einen Kruzifixus aus dem 14. Jahrhundert, der die zentrale Position im barocken Retabel einnimmt.
- Wegen seines gepflegten Ortsbildes wurde der Weiler Aldea del Pinar bereits mehrfach ausgezeichnet.
- Die beiden Pfarrkirchen von Navas del Pinar und Aldea del Pinar lohnen ebenfalls einen Besuch.